# Domènec Buxeda i Crehuet
Domènec Buxeda i Crehuet   (Camprodon, 12 de gener de 1823 - Barcelona, 1 de març de 1882) fou un industrial tèxtil català.

## Biografia
Anà de jove a Sabadell per a treballar com a jornaler i arribà a ser fabricant. Juntament amb el seu germà Miquel, fou el fundador del Vapor Buxeda Vell (conegut durant molts anys com a Cal Buxeda Vell), en el que hi van invertir el sogre i cunyat d'ambdós germans.
L'any 1863, va ser un dels dotze fundadors de l'Institut Industrial de Sabadell, dedicat a l'estudi de la indústria tèxtil.
A finals de la dècada dels 1870, va vendre la seva part de participació al seu germà (que en aquell moment va quedar com a únic propietari) i va començar a exercir de vaporista (lloguer d'espais i força motriu). Aquesta activitat la va iniciar amb els altres dos germans, en Valentí i en Patllari fent construir el que seria conegut com a Buxeda Nou, també al carrer de Sant Pau, però uns metres al sud.
Posteriorment, es va traslladar a Barcelona, on entre els anys 1877 i 1878 era propietari d'un edifici al carrer dels Tallers.
Va morir a Barcelona, però fou enterrat a Sabadell, i el setembre del 1884, l'ajuntament presidit per Joan Vivé va acordar donar el nom de Buxeda a un carrer de la ciutat.